# Dolmen von Guidfosse

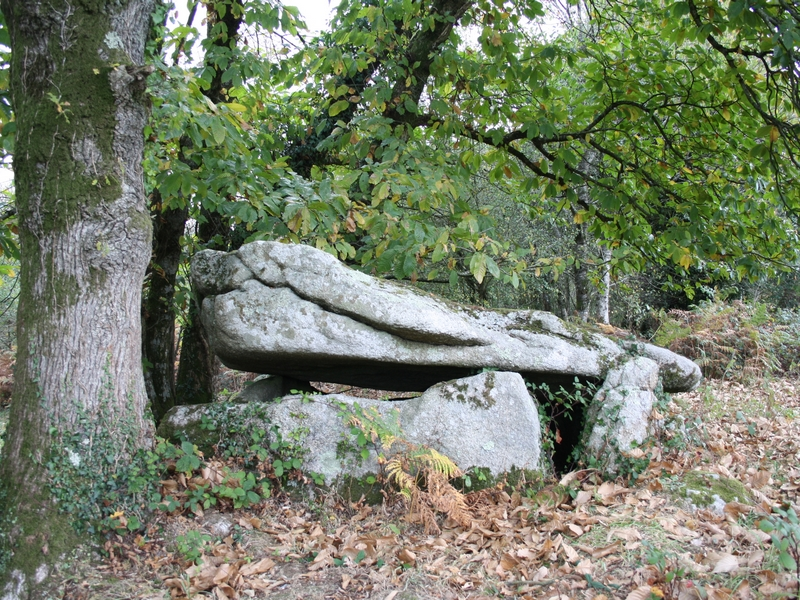
Dolmen von Guidfosse

Der Dolmen von Guidfoss(e) (auch En-er-Huennou d‘Endiass oder Parc-er-Crueno genannt) liegt etwa 500 m vom Herrenhaus Guidfosse, etwa südlich von Plouray in der Nähe des Flusses Ellé im Arrondissement Pontivy im Département Morbihan in der Bretagne in Frankreich. Die Anlage datiert ins Neolithikum, etwa 3000–2700 v. Chr. Dolmen ist in Frankreich der Oberbegriff für Megalithanlagen aller Art (siehe: Französische Nomenklatur).
Die Kammer des einfachen Dolmens (französisch Dolmen simple) wird von einem auf drei Tragsteinen liegenden Deckstein bedeckt, während drei kleinere Steine zu dem im Osten liegenden Gang gehören. Eine Gruppe von drei Steinkisten (französisch Coffre) aus der Bronzezeit wurde ebenfalls bei Guidfosse entdeckt.
Der Dolmen ist seit 1978 als Monument historique geschützt. 